# Antonio Mellino
Antonio Mellino (Buenos Aires, 1956) è un cuoco italiano.

## Biografia
Nato in Argentina, a soli sei anni si trasferisce con la famiglia a Nerano ed è in questa terra che in lui cresce la passione per il mare, grazie al padre Raffaele, pescatore di professione, e quella per la cucina, i cui segreti gli vengono tramandati da Flora, una donna capace declinare l'arte dei monzù cucinando a casa delle famiglie nobili che villeggiavano a Sorrento e nei paesi limitrofi.
Antonio frequentò la scuola alberghiera di Napoli e nei primi anni Settanta maturò le prime esperienze professionali all'interno delle cucine delle navi da crociera in giro per il mondo. Nel 1999 organizza e dirige dei corsi di cucina in Giappone per la catena Meridien.
Nel corso della sua carriera ha avviato un percorso di collaborazione con alcuni ristoranti internazionali al fine di esportare nel mondo la cucina italiana e i sapori della propria terra. Tra questi, dal 2013 al 2016, ha prestato una consulenza professionale a Londra; dal 2015 al 2018, invece, è stato ospite in un locale di New York per condividere i segreti del cibo italiano. Dal 2016, invece, collabora con un ristorante del centro di Dubai, mentre dal 2018 offre la propria esperienza in una struttura di Porto Cervo. Il 20 febbraio 2025 ospita nella cucina del suo ristorante Quattro Passi, a Nerano, i concorrenti semifinalisti della quattordicesima edizione di Masterchef Italia.

## Premi e riconoscimenti
Nel 1997 il gruppo editoriale L'Espresso gli assegna il premio Pommery; un anno dopo arriva il premio Pastai d’Italia dall'Accademia della Cucina Italiana. L’anno successivo, appena rientrato da un tour gastronomico nei migliori ristoranti svizzeri, viene insignito della prima Stella Michelin. Nel 2002 ritira il premio con merito dall'Accademia Internazionale des Gourmts et des Traditions Gastronomiques. Nel 2004 il Times colloca i Quattro Passi al 38º posto nella speciale classifica dei 50 ristoranti migliori del Mondo. Nel 2007 rappresenta la cucina territoriale campana al Mandalay Bay di Las Vegas, mentre un anno dopo riceve dall'Associazione internazionale Southem Wine and Spirits of Nevada, il riconoscimento "Speciality CocktaiIs" per la creazione originale del cocktail denominato "Nerano". Nel 2010 viene censito dalla guida “I Ristoranti d’Italia“, edita dal gruppo “L'Espresso”, con due cappelli. Nel novembre 2011 la Michelin assegna la Seconda Stella. Nel 2018 è il Miglior Chef sostenibile secondo i Best Chef adwors 2018 e riceve i tre cappelli da “L'Espresso”.